# Berengária de Castela
Berengária de Castela (em castelhano:  Berenguela; Segóvia, 1 de junho de 1180 – Mosteiro de Las Huelgas, 8 de novembro de 1246, foi a filha primogénita de Afonso VIII de Castela e da princesa Leonor de Inglaterra. Foi rainha consorte de Leão entre 1197 e 1204, regente de Castela entre 1214 e 1217 e rainha titular de Castela em 1217.

## Casamentos
Em 1188, com apenas 8 anos de idade, Berengária foi prometida a Conrado de Hohenstauffen, duque da Suábia (1170-1196), filho de Frederico I do Sacro Império Romano-Germânico. Desta forma, o seu tio Ricardo I de Inglaterra, consolidava a aliança com o imperador germânico. Mas Conrado foi assassinado em 1196 e o casamento não chegou a ser realizado.
Casou-se então com o primo direito do seu pai, Afonso IX de Leão, filho de Fernando II de Leão e de Urraca, infanta de Portugal, em Dezembro de 1197. Ao contrário do papa Celestino III, que tinha autorizado esta união, o papa Inocêncio III reprovou-a e viria a ser anulá-la em 1204, devido à consanguinidade dos noivos. Entretanto já tinham nascido o futuro Fernando III de Leão e Castela e quatro outros filhos.

## Regência e reinado

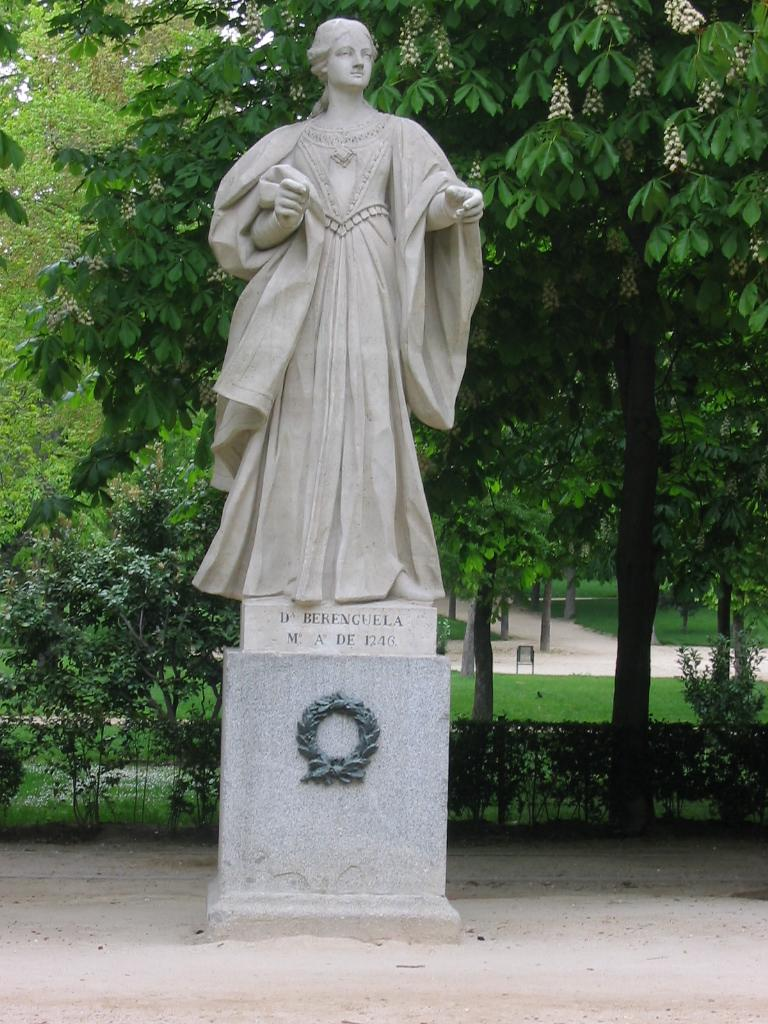
Estátua de Berengária de Leão e Castela nos Jardins do Retiro de Madrid, que fora mandada ser construída pelo rei Fernando VI de Espanha

Pela morte de seu pai, em 1214, o trono de Castela foi herdado pelo seu irmão mais novo, Henrique, então com apenas dez anos. A regência foi inicialmente entregue à sua mãe Leonor de Inglaterra, mas com a morte desta após 24 dias, coube a Berengária reger o reino. Começaram então conflitos com alguma nobreza castelhana, encabeçada por Álvaro Nunes de Lara. Por fim forçaram-na a ceder a tutela do jovem rei ao poderoso conde, mas esta situação acabou também por não ser do agrado de outros nobres castelhanos.
O assunto acabaria por se resolver de uma forma drástica e acidental, já que o pequeno Henrique viria a encontrar a morte decorridos apenas três anos, enquanto brincava com outros jovens. Assim sendo, o encargo de reinar recaiu sobre os ombros de Berengária em 1217. Quase imediatamente, a rainha abdicou em favor de Fernando, filho que tivera de Afonso IX de Leão, que subiu assim ao trono como Fernando III de Castela.

## Rainha-mãe
Berengária passou então a conselheira do rei. «Todos os seus desígnios e desejos eram a procura de honras para o seu filho de todas as formas possíveis». Ajudou a subjugar os nobres rebeldes e depois combinou o casamento de Fernando com uma esposa digna do jovem monarca, Isabel de Hohenstaufen (conhecida em Castela como Beatriz da Suábia), filha do duque Filipe da Suábia e sobrinha do primeiro noivo de Berengária.

Armas unidas de Castela e Leão, usadas pela primeira vez por Fernando III

Descontente com a situação, Afonso IX de Leão deserdou Fernando do trono leonês, em favor das filhas que tivera do seu primeiro casamento com Teresa de Portugal, as infantas Sancha e Dulce.
E por ter sido casado com Berengária, passou a ambicionar também a coroa de Castela, iniciando contendas na fronteira entre os dois reinos. Teve o auxílio dos descontentes Lara, que se exilaram em Leão após a subida de Fernando ao trono. Fernando viria a vencer a oposição e Afonso IX pediu a paz. Quanto aos Lara, tiveram que fugir para terras de mouros para escapar à ira do novo monarca, onde se conta que Álvaro Nunes terá morrido miseravelmente.
Em 1230, pela morte de Afonso IX de Leão, o seu reino foi deixado às suas filhas do primeiro matrimônio, Sancha e Dulce. Berengária soube usar da diplomacia com grande mestria. Ajudada pela nobreza e clero leoneses, bem como por Teresa de Portugal, mãe das infantas, conseguiu com que estas renunciassem ao trono em favor de seu meio irmão Fernando, em troca de uma significativa quantia em dinheiro e outros privilégios. Pelo Tratado das Tercerias, Leão e Castela uniram-se para sempre na pessoa de Fernando III, o Santo, e seus descendentes, passando Castela a deter a hegemonia na Hispânia.
A rainha-mãe também manteve uma forte ligação com a sua irmã Branca, rainha da França. Foi esta quem sugeriu casar Fernando com Joana de Ponthieu, depois da morte de Beatriz da Suábia em 1235. Berengária viria a retirar-se para o Mosteiro de Las Huelgas em Burgos, onde faleceria a 8 de novembro de 1246.

## Descendência

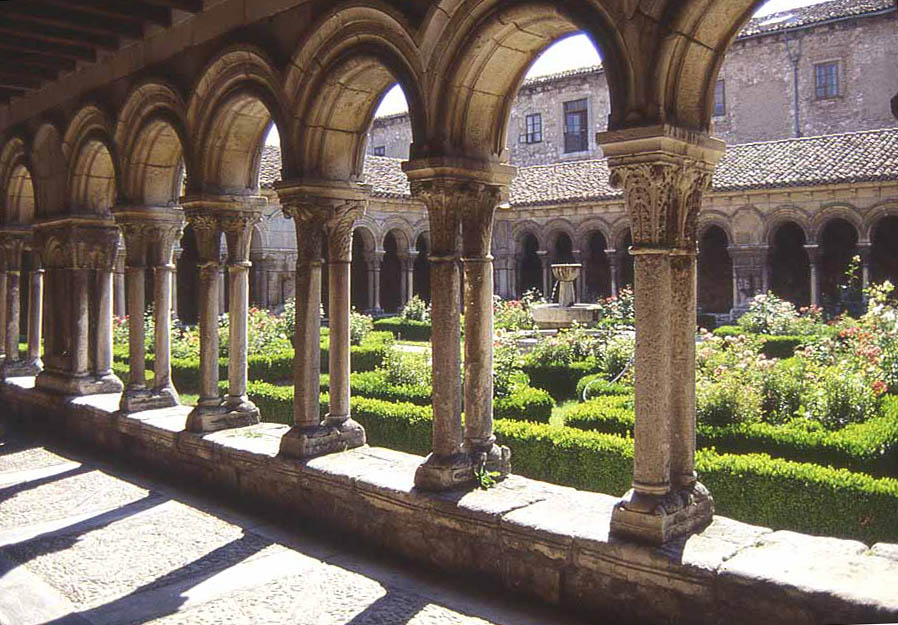
Claustro do mosteiro de Las Huelgas em Burgos, Espanha

Do seu casamento com Afonso IX de Leão, teve:
- Berengária de Leão (ca. 1198-1237), casada com João I de Brienne, rei de Jerusalém e regente do Império de Constantinopla
- Constança de Castela (ca. 1200 - 7 de Setembro de 1242), freira no Mosteiro de Las Huelgas em Burgos (m. 1242)
- Fernando III (Agosto de 1201 — 30 de Maio de 1252), rei de Leão e Castela
- Leonor de Castela (ca. 1202), morreu na infância
- Afonso de Molina (1203-1272), senhor de Molina e Mesa, casado com Mafalda Peres de Lara, 4ª senhora de Molina, Teresa Gonçalves de Lara, e D. Maior Afonso de Meneses, 6ª senhora de Menezes. Desta última união nasceria Maria de Molina, outra hábil regente de Castela.